# Drapeau de Québec
Ne pas confondre avec le drapeau du Québec.
Le drapeau de la ville de Québec représente le Don de Dieu, navire du fondateur Samuel de Champlain. Les crénelures font référence aux fortifications de Québec. 

## Histoire

Premier drapeau (1967 à 1987).

Un premier drapeau est créé à l'occasion de l'exposition universelle de 1967. Ce dernier reprend les armoiries de ville avec le drapeau du Québec au franc-canton sur un fond blanc.
À l'occasion de son dernier mandat à la tête de la ville, le maire Jean Pelletier propose la création d'un drapeau plus distinctif. Il met sur pied un comité présidé par le conseiller municipal François Marchand. L'opposition municipale s'oppose en demandant la tenue d'une consultation populaire, ce qui est refusé.
Le drapeau est adopté par le Conseil municipal de Québec le 12 janvier 1987. Il flotte sur les bâtiments municipaux depuis le 3 février 1987.

## Description

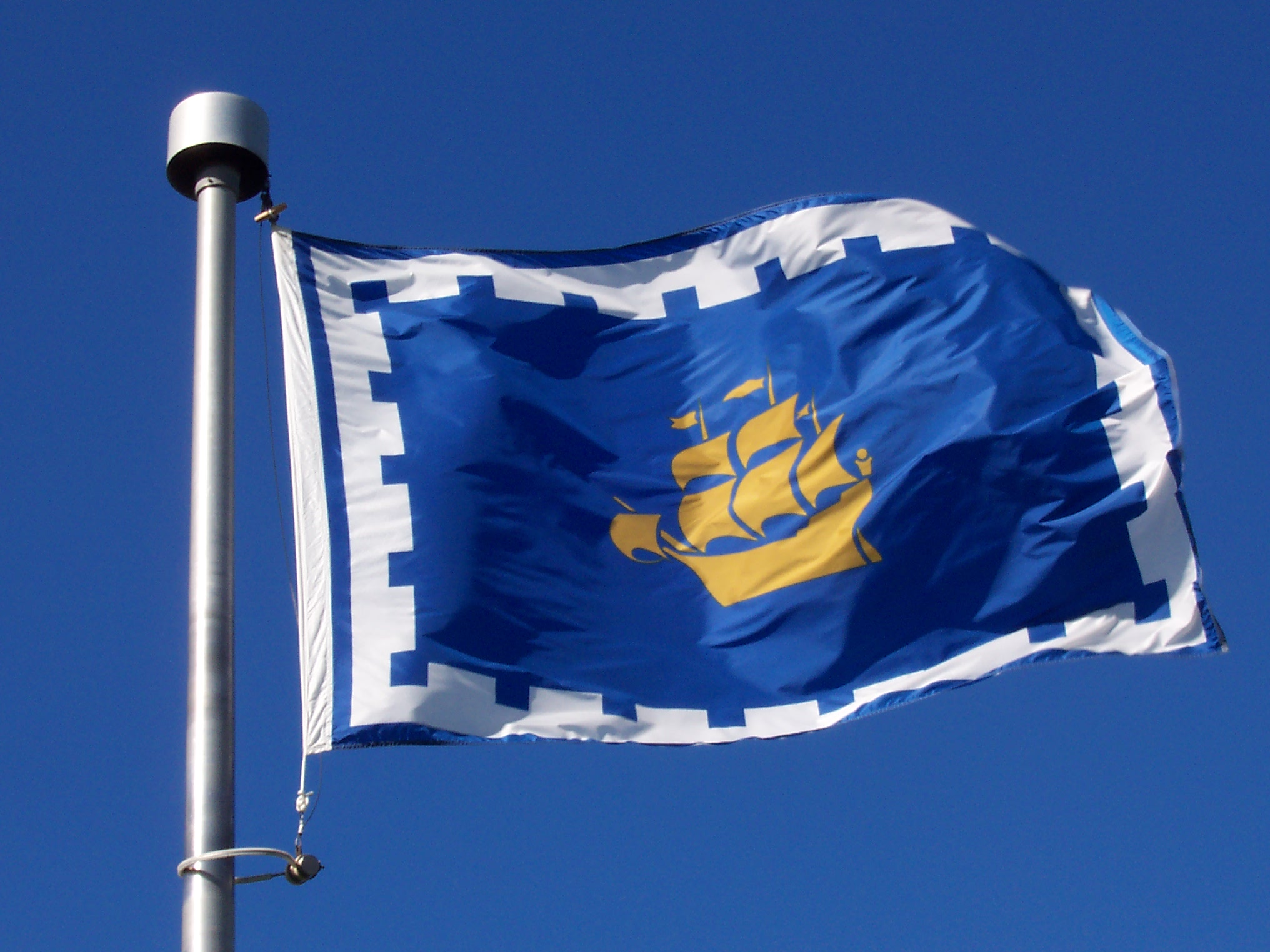
Drapeau de la ville de Québec.

Le bateau couleur dorée, les voiles gonflées, rappelle la fondation de la ville par le navire de l'explorateur français et fondateur de la ville, Samuel de Champlain. Le navire de Champlain était Le Don de Dieu et la devise de la ville est Don de Dieu ferai valoir. 
Les définitions :
- l'or rappelle la force ;
- l'argent[2] de la bordure symbolise l'humilité, la pureté, la charité, la vérité et la victoire ;
- l'azur employé pour le fond représente la souveraineté, la majesté, la sérénité, la bonne réputation, le savoir, la clarté et la loyauté. Il met en valeur aussi l'origine française des fondateurs ;
- la bordure crénelée rappelle que Québec est fortifiée[3].